# Windows Movie Maker
Windows Movie Maker (anteriormente conhecido como Windows Live Movie Maker) foi um software de edição de vídeos descontinuado da Microsoft. Fez parte do pacote Windows Essentials. É um programa simples e de fácil utilização, o que permite que pessoas sem muita experiência em informática possam adicionar efeitos de transição, textos personalizados e áudio nos seus filmes.
Sua tradução literal para o português fica: Criador de filmes do Windows. Era suportado pelos sistemas operativos: Windows ME, Windows XP, Windows Vista, Windows 7, Windows 8, Windows 8.1 e Windows 10.
Após salvo, o projeto pode ser visto pelo Windows Media Player - extensões .avi e .wmv -, ou pode ser copiado diretamente para um CD/DVD. O programa, bem como o pacote Windows Essentials 2012, foi oficialmente descontinuado em 10 de janeiro de 2017, sem um substituto.

## Recursos do Windows Movie Maker
Esse editor de vídeo permitia fazer, editar e incrementar filmes caseiros, permitindo que os clientes criassem efeitos nos seus vídeos, além de poderem adicionar músicas a apresentações e efeitos, como esmanecimento, fade in/out, títulos, subtítulos, pixelização, Casting e outras técnicas visuais...
sendo assim muitas outras formas e técnicas para formar os seus efeitos...